# 長良公園
長良公園（ながらこうえん）は、岐阜県岐阜市にある公園である。
1994年（平成6年）に岐阜大学教育学部・教養部の移転に伴い岐阜市と岐阜県がそれぞれ用地を取得して公園とした。
かつては岐阜県の県営公園（岐阜県営都市公園）であったが、岐阜市に移管され、2017年（平成29年）現在は岐阜市の公園である。

## 概要
園内はガーデニングが大規模に施され樹木や年間約12万株以上の草花が植えられ一年を通して四季の変化が楽しめる。
2008年（平成20年）3月に以前からあった、木製遊具によるフィールドアスレチックコースは、老朽化のため大型遊具に更新した。
沈床花園は、外壁をレンガで化粧し、流れや女神像があり、外部とは異次元の雰囲気を漂わせている。平坂読著の「僕は友達が少ない」のTVアニメには、聖クロニカ学園のモデルとなった（同公園でも岐阜放送で流れるテレビCMなどでもアピールしている）。
パターゴルフコースでは、無料でパター約30本の貸出を行っている。
芝生広場などがあり、グラウンド・ゴルフや軽スポーツも楽しむ事が出来る。
園内には、軽スポーツ研修センターがある。会議室があり、毎月1日に翌月の利用の予約を9時から受付ている。なお開園は1992年（平成4年）4月1日。岐阜市の広域避難場所に指定されている。
園内は、2012年（平成24年）4月1日から指定管理者として、長良公園ホールディングス（代表構成員岐阜造園と構成員立花園）が管理運営を行っている。

### 住所
- 岐阜県岐阜市長良字城之内1466-10

### 閉園日
- なし（管理事務所無休）

### 入園料
- 無料

### 駐車場
- 107台、障害者用2台（無料）（利用可能時間：6時〜20時）
- イベント期間中は時間変更あり。

### 面積
- 7ha

## ギャラリー

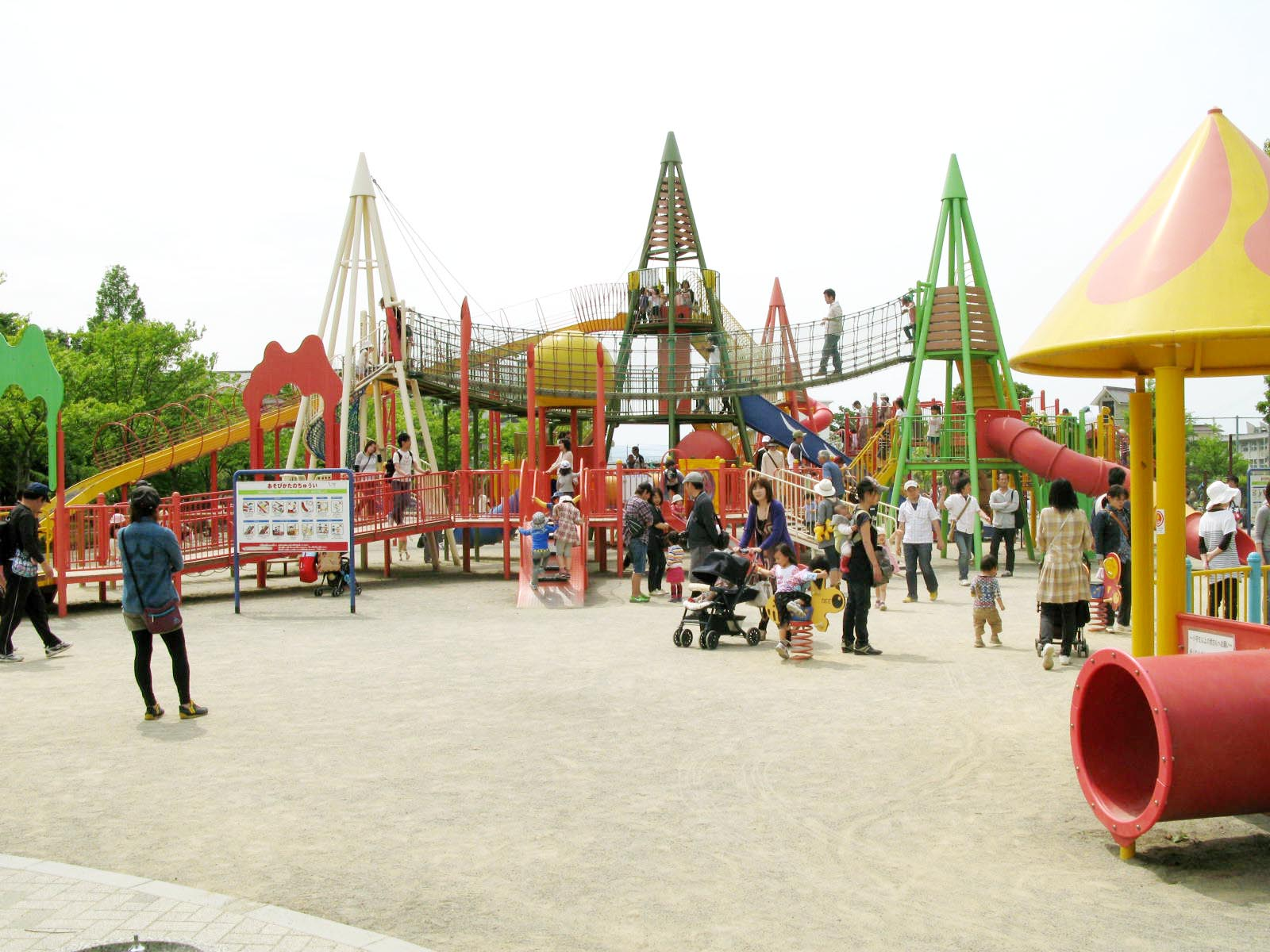
公園の中央にある大型遊具
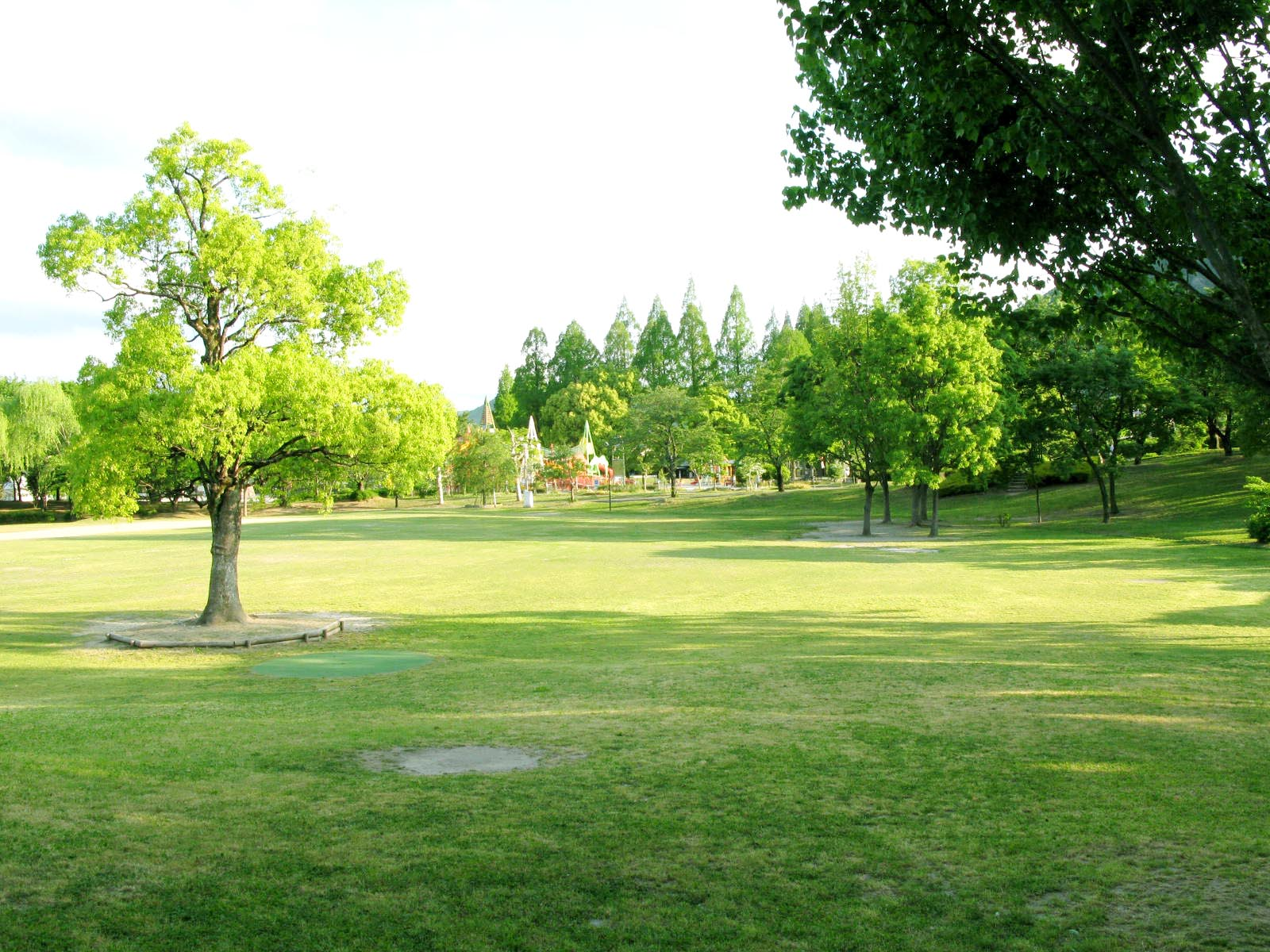
公園の南にある軽スポーツ広場
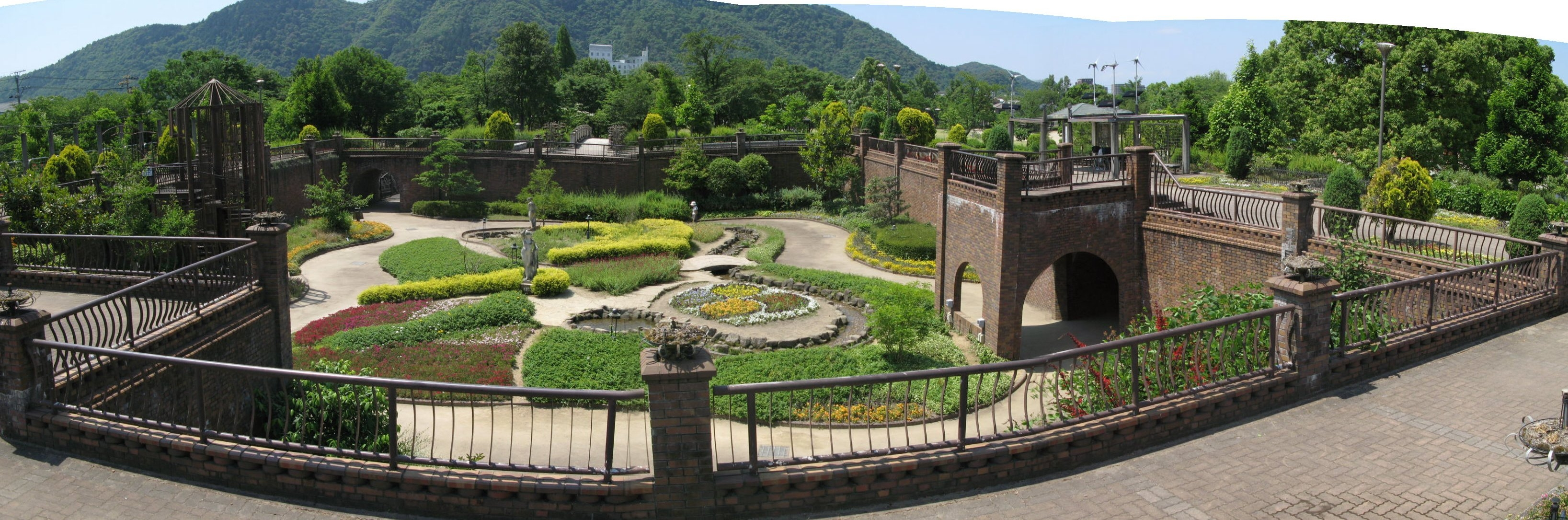
公園の中央にある沈床花園
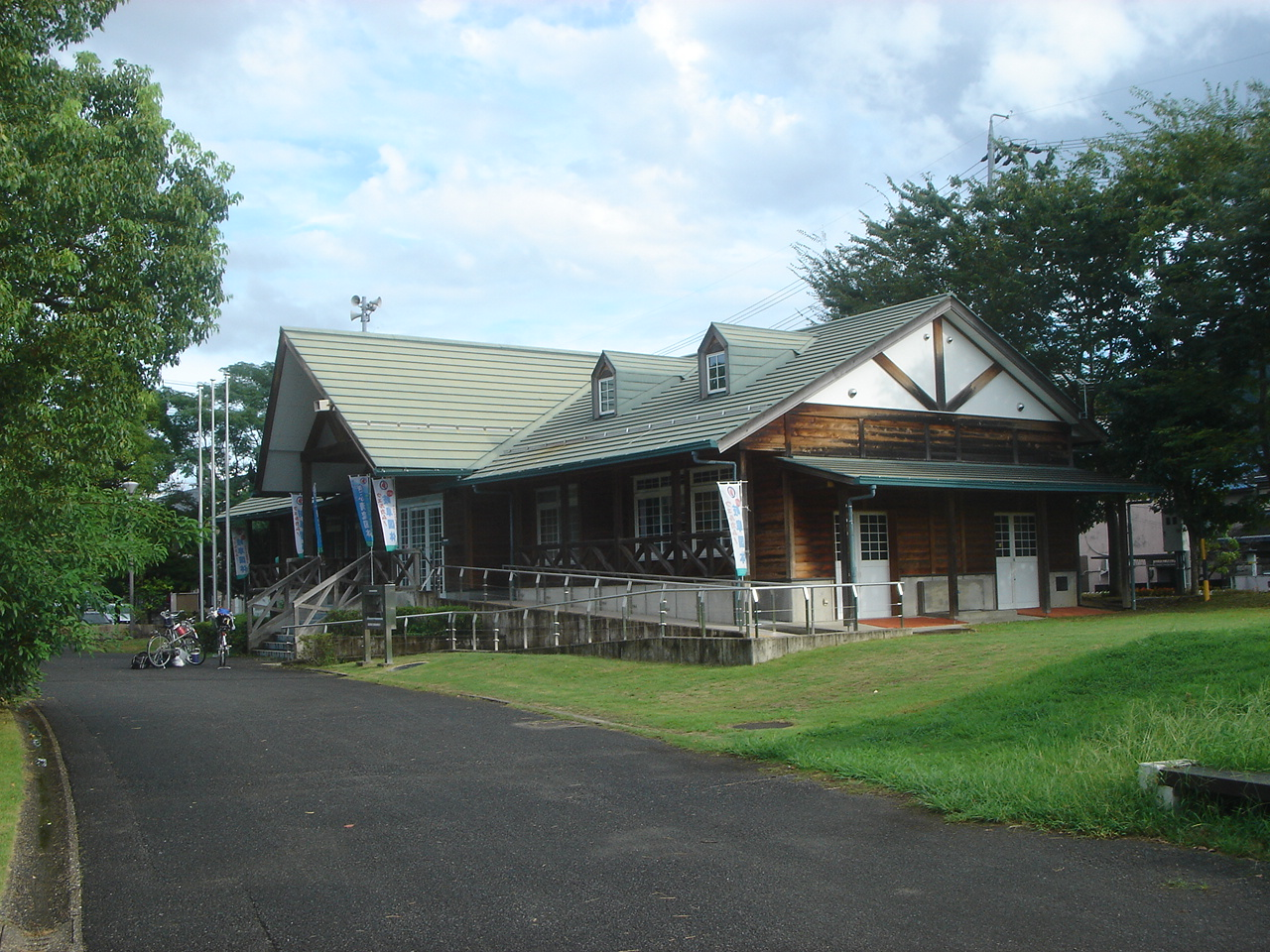
公園の東南にある軽スポーツ研修センター

## アクセス
岐阜バス
- 雄総行きに乗車。「長良公園前」バス停下車、徒歩で約1分。

## イベント

### 朝市
毎月第1・第3日曜日、8時～、駐車場南メタセコイアの木の下（雨天の場合は管理棟内）で朝市が行われる。

### 長良公園イルミネーション
長良川イルミネーション
- 2001年（平成13年）から開催の電飾。園内の木々とオブジェが35万個の電球で飾られていた。
- 2010年（平成22年）1月3日に開催を終了した。
- 2023年（令和5年）地元高校生の発案により復活開催。（12月18日〜12月25日）

## 周辺
西に隣接して岐阜県立長良高等学校、岐阜市立東長良中学校、岐阜市立長良東小学校が立地する文教地区がある。